# Мехмед Неджметтин-эфенди
Шехзаде́ Мехмед Неджметтин-эфенди (23 июня 1878, Стамбул — 27 июня 1913, там же) —  второй сын османского султана Мехмеда V и его второй жены Дюрриаден Кадын-эфенди.

## Биография
Мехмед Неджметтин родился 23 июня 1878 года. Он прошёл процедуру обрезания в 1891 году вместе с двоюродным братом Мехмедом Абдулкадиром-эфенди (1878—1944).
После восшествия на престол его отца, он вместе со своими единокровными братьями начал участвовать в общественных мероприятиях.
С 5 по 26 июня 1911 года, он вместе со своим отцом и единокровными братьями участвовал в визите в Румелию.
Как сыну султана ему были предоставлены апартаменты в султанских дворцах Йылдыз и Долмабахче, а также частная вилла в Куручешме, где он построил фонтан в память о матери, умершей в 1909 году.
Мехмеда Неджметтина описывали как умного человека, а также приятного собеседника. Он также очень любил музыку.
Мехмед Неджметтин страдал некоторыми физическими недостатками: помимо кифоза, он страдал ожирением и имел уродливое левое ухо, которое срослось с черепом. Он никогда не был женат и детей не имел. Неджметтин умер 27 июня 1913 года в возрасте 35 лет на своей вилле из-за проблем с сердцем. Похоронен в мавзолее Мехмеда V. После его смерти, его вилла перешла к его мачехе Камурес Кадын-эфенди.

## Награды
Орден Дома Османов
 Орден Османие 1-й степени
 Орден Меджидие